# 愛知県立高蔵寺高等学校
愛知県立高蔵寺高等学校（あいちけんりつこうぞうじこうとうがっこう）は、愛知県春日井市藤山台にある県立の高等学校。

## 概要
春日井市北東部(旧東春日井郡高蔵寺町域)の高蔵寺ニュータウンのほぼ中心に位置し、春日井市立藤山台中学校、グルッポふじとうや藤山台団地などの住宅街に隣接している。
高蔵寺高校を略して「蔵高（くらこう）」と呼んでいるが、名古屋市瑞穂区にある名古屋経済大学高蔵高等学校とは関係はない。
春日井市の生徒のほか、隣接する名古屋市守山区・瀬戸市・小牧市・尾張旭市などから生徒が通う。

## 沿革
1980年4月 - 開校。
1981年11月 - 校歌制定。
2021年 - 校舎リニューアル工事完了。

## 校訓
- 「よりたくましく、よりゆたかに、よりさとく」

## 学科・教育課程

### 学科
- 全日制課程
  - 普通科（360人、9クラス）※2023年度入学生からは320人、8クラス

### 教育課程
1年生は全員共通、芸術（音楽または書道）のみ選択の履修であるが、2年生から文型、理型にそれぞれ分かれる。

## 行事
- 修学旅行は例年5月ごろに北海道方面である。主にラフティングや自然体験が行われる。
- 6月には球技大会が開催される。種目はバレーボール。
- 毎年9月には3日間にわたり「けやき祭」（体育大会・文化祭）が行われ、2日目には名古屋市公会堂でクラスごとに合唱コンクールが行われる。
- 1年生のみ毎年1月下旬、百人一首大会が開催される。

## 部活動
出典

### 運動部
硬式野球部が近年、私学優勢の中で県内の公立高校の中でも強豪校として位置づけられていた。夏の愛知県予選ではベスト8を経験している（2009年、2014年） 。
- ラグビー部
- 野球部
- バスケットボール部
- 陸上部
- ハンドボール部
- テニス部（硬式 / 軟式）
- バレー部
- バドミントン部
- 卓球部
- 剣道部
- サッカー部
- 水泳部

### 文化部
ディベート部が全国ディベート甲子園大会に出場しており、2007年と2010年には全国ベスト16という記録を残している。

吹奏楽部(1991年)、書道部、合唱部(2022年)などが全国高校総合文化祭に出場経験がある。
- 吹奏楽部
- 科学部
- 文芸部
- ディベート部
- 英会話部
- 美術部
- 合唱部
- 茶華道部
- 将棋部
- 書道部

## 校歌
- 作詞 : 大野裕
- 作曲 : 冨田正二

## 出身有名人
- 地濃健太郎（元プロバスケットボール選手・豊田合成スコーピオンズ）
- 八代嘉美（生物学者）

## アクセス
出典

### 最寄り駅
- JR中央本線・愛知環状鉄道線：高蔵寺駅

### アクセス
- 名鉄バス81~86番系統「高蔵寺高校」バス停下車。
- 名鉄バス90番・91番系統「藤山台東」バス停から徒歩。
- はあとふるライナー東北部線「高蔵寺高校」バス停下車。